# مهندس تكاليف
مهندس التكاليف أو مقدر البناء أو مقدر التكلفة هو فرد يقوم بقياس المواد والعمالة والمعدات اللازمة لإكمال مشروع البناء . يمكن أن يتعلق تقدير تكلفة البناء بأشكال مختلفة من البناء من العقارات السكنية إلى المباني الشاهقة والأعمال المدنية. يجب أن يكون لدى كل من المقدرين ومساحي الكميات خلفية تعليمية في صناعة البناء.
يقوم مهندس التكاليف بإعداد تقديرات التكاليف للمشاريع الهندسية، ومراقبة الموازنة والإنفاق الخاصة بالمشاريع ورفع التقارير في حال حدوث تجاوز في الموازنة.
الهيئات المهنية التمثيلية التي تنظم العاملين في مجال العقارات:
- يتم الدخول إلى عضوية المعهد الملكي للمساحين القانونيين (المملكة المتحدة) من خلال أربعة طرق رئيسية: الأكاديمية، والدراسات العليا، والفنية، والمهنية العليا، ولها روابط مع عدد من الجامعات في جميع أنحاء العالم، والتي لديها دورات معتمدة معتمدة.
- تقدير العطاءات،[1] هي جمعية غير ربحية تعمل على تعزيز تقدير البناء كمجال مهني. يستخدم المقدرون المحترفون برامج تقدير تكاليف البناء.
- منتدى تقدير التكاليف الاستشاري هو مجموعة غير ربحية تعمل على تعزيز ممارسات العطاءات والتقديرات المهنية في مجال البناء. يستخدم المقدرون المحترفون برامج تقدير تكاليف البناء.

## المهام الرئيسية
- إعداد تقدير لتكاليف المشاريع الهندسية، وتوقع الإنفاق النقدي للمشاريع الهندسية.

- جمع الملاحظات لتحديث تقديرات التكاليف، وإعداد تقارير عن أداء المشاريع.

- مقارنة التقدم المخطط له في سير العمل مع التقدم الفعلي، وتحليل الثغرات وتوضيح المخاطر.

- تطوير أساليب وإجراءات العمل ومواكبة التطورات التقنية.

- إعداد الوثائق والتقارير المتخصصة بالأعمال والمشروعات الهندسية ونسب تقدمها وعرضها وتوضيحها وحفظها في قاعدة البيانات الخاصة بها وفقاً للسياسات والإجراءات المعتمدة.
- يعد التقارير التي تتضمن مقارنات بين الأسعار الفعلية لإحتياجات المشروعات والأسعار المحددة بالدراسات، وينسق مع إدارة الاحتياجات لدراسة مدى إمكانية ضبط التكاليف.
- يعد قاعدة بيانات متكاملة ومحدثة تضم تكاليف كل عنصر من عناصر المشروعات لتكون بمثابة مرجع لتقدير تكاليف المشروعات المستقبلية.
- يعد التقارير التي تتضمن مقارنات بين الأسعار الفعلية لإحتياجات المشروعات والأسعار المحددة بالدراسات موضحاً الإنحرافات وتأثيرها، وينسق مع إدارة الاحتياجات لدراسة مدى إمكانية ضبط التكاليف.